# Jacques Barraband
Jacques Barraband (getauft am 17. August 1768 in Aubusson Creuse, Frankreich; † 1. Oktober 1809 in Lyon, Frankreich) war ein französischer Maler und Illustrator, dessen thematischer Schwerpunkt Tropenvögel waren. Seine lebensnahen Wiedergaben dieser Tiere anhand von montierten Proben gelten als die besten und akkuratesten des späten 18. und frühen 19. Jahrhunderts. Er malte aber auch andere Tiere und Pflanzen.

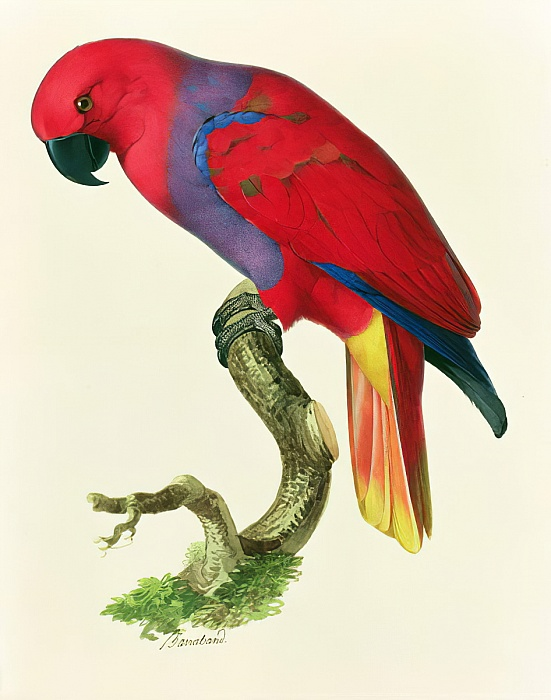
Red Parrot

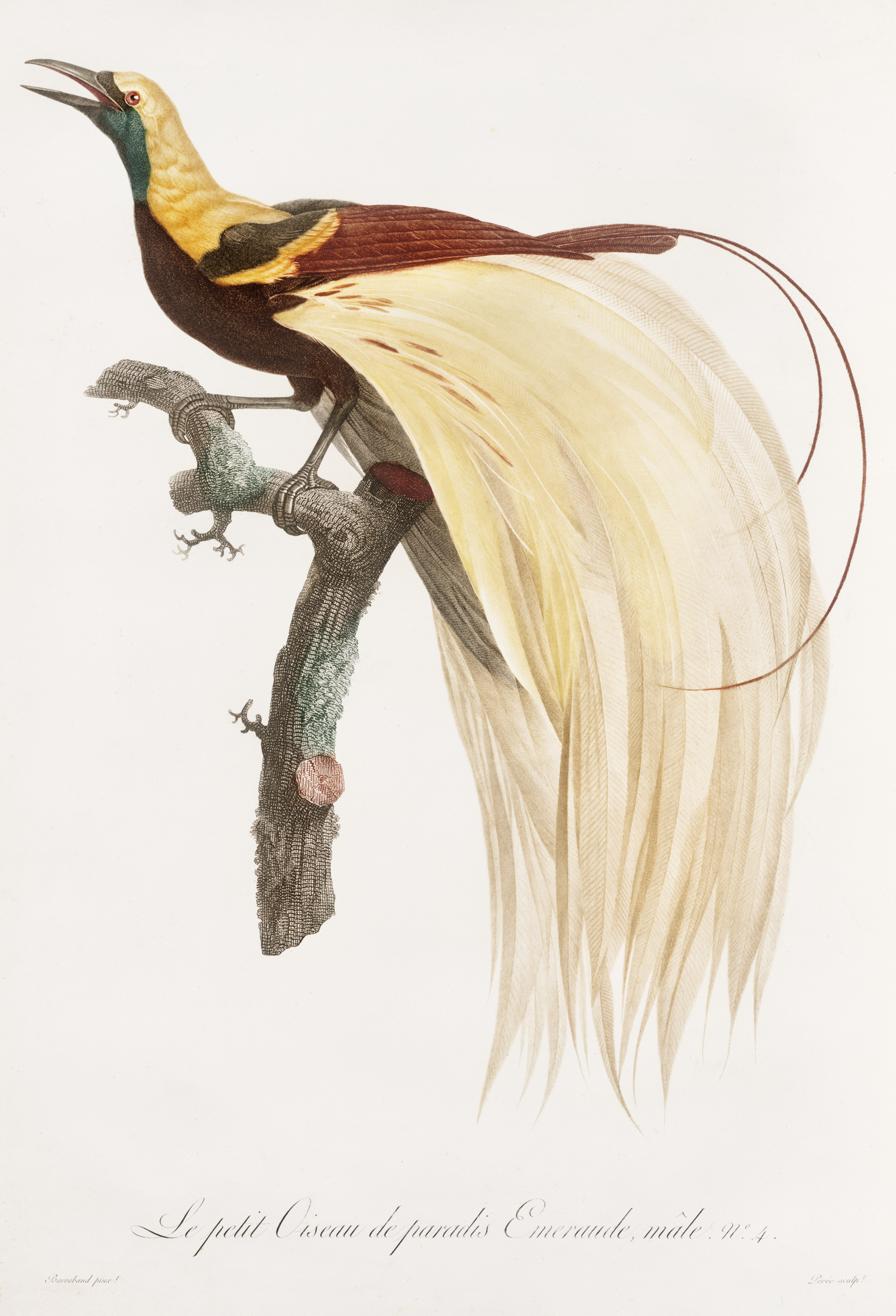
Bird illustration by Histoire Naturelle des Oiseaux de Paradis et Des Rolliers by Jacques Barraband, digitally enhanced by rawpixel-com 4

## Leben
Das Geburtsdatum Jacques Barrabands ist nicht bekannt. Dokumentiert sind Datum und Ort der Taufe, der 17. August 1768 in der Sainte-Croix Kirche in Aubusson, und die Namen seiner Eltern, Jacques Barraband und Marie-Anne Bebit. Barrabands Vater arbeitete in der örtlichen Wandteppichfabrik. Auch der jüngere Jacques Barraband selbst arbeitete kurze Zeit in dieser Fabrik, nachdem er sein Kunststudium in der örtlichen Schule beendet hatte. Auch nach seinem Umzug nach Paris blieb Barraband den Teppichen zunächst treu und arbeitete in Geschäften für Wandteppiche und Läufer in der Rue de la Huchette – de Landriève, Rogier, Sallandrouze und Dessartaux. Dies ermöglichte Barraband, zeitgleich bei Joseph-Laurent Malaine an der l’Académie royale de peinture Kunst zu studieren. Bei der ersten Exposition des produits de l'industrie française (zu Deutsch: Ausstellung von Produkten der französischen Industrie) von 1798 konnte Barraband sein Können erstmals öffentlich unter Beweis stellen, was ihm erste Aufträge als Künstler einbrachte. So fertigte Barraband einige Gemälde für die Teppichmanufakturen Gobelin und Savonnerie und den Porzellanhersteller Dihl und Gerhard an.
Nachdem Barraband zunächst Bilder von Insekten für den französischen Naturforscher Sonnini und Illustrationen für ein Buch Fourniers über Ägypten angefertigt hatte, beauftragte Napoleon Bonaparte persönlich Barraband mit Bildern von Vögeln und Blumen, die dieser zwischen 1801 und 1804 anfertigte. Andere Auftraggeber, für die Barraband Illustrationen anfertigte, waren Sèvres, François Levaillant und François-Marie Daudin.
Eine von Barrabands Schülerinnen war Pauline Rifer de Courcelles. Er stellte ihr 1805 den Künstler Joseph August Knip vor, den sie bald darauf heiratete. Pauline Rifer de Courcelles illustrierte die Vögel in Anselme-Gaetan Desmarests Buch Histoire Naturelle de Tangaras, des Manakins et des Todiers.
Napoleon engagierte Barraband, den Bankettsaal von Schloss Saint-Cloud zu dekorieren.
1807 wurde Barraband zum Professor an der Schule für Arts et Dessin de Lyon ernannt. 1809 starb Barraband im Alter von 41 Jahren vermutlich an einer durch Überanstrengung ausgelösten Erkrankung in Lyon. Seine Schüler errichteten ihm ein Denkmal auf dem Friedhof von Lyon.
Er hinterließ eine Tochter namens Adeline Barraband, die Musikerin wurde.

## Werk
Jacques Barraband war ein vielseitiger Illustrator und Maler, sein Schwerpunkt lag allerdings auf zoologischen und botanischen Studien und Illustrationen, wobei er sich primär auf Vögel spezialisiert hatte. Da Barraband die tropischen Vögel nie in ihrem natürlichen Lebensraum beobachten konnte, war er bei seiner Arbeit auf ausgestopfte Präparate angewiesen. Hervorzuheben ist hierbei die Zusammenarbeit mit François Levaillant, für dessen Werke über Vögel Barraband die Illustrationen beisteuerte. Zu Levaillants Arbeiten gehören spezifische Studien von (in Klammern erst die lateinische Taxonomie, dann kursiv der Name der Studie im Französischen) Papageien (Psittaciformes; perroquets), Paradiesvögeln (Paradisaeidae; oiseaux de paradis), Racken (Coraciidae; rolliers), Tukanen (Ramphastidae; toucans), Bartvögeln (diese sind nach moderner Taxonomie nicht mehr als eine Familie zu sehen und teilen sich in die Asiatischen Bartvögel (Megalaimidae), die Amerikanischen Bartvögel (Capitonidae), die Afrikanischen Bartvögel (Lybiidae) und die Tukan-Bartvögel (Semnornithidae) auf; barbus), Proteavögeln (Promeropidae; promerops), Bienenfressern (Meropidae; guêpiers), Trogonen (Trogonidae; couroucous) und Turakos (Musophagidae; touracos). Veröffentlicht wurden die Kollaborationen von Levaillant und Barraband in:
- Histoire naturelle des perroquets
- Histoire naturelle des oiseaux de paradis et des rolliers, suivie de celles des toucans et des barbus
- Histoire naturelle des promérops et des guêpiers (et des couroucous et touracos, faisant suite à celle des oiseaux de paradis)

Barrabands Karriere als Maler und Zeichner begann jedoch mit seinen Illustrationen von Insekten für Studien Sonninis. Neben Vögeln und Insekten zeichnete Barraband auch Amphibien.
Für den französischen Kaiser Napoleon Bonaparte fertigte Barraband Studien von Vögeln und Blumen an – im Übrigen malte der Künstler auch entsprechende Stillleben.